# Adduktion
Adduktion är en anatomisk, medicinsk term som avser rörelse av en kroppsdel i frontalplanet (vänster-höger) mot kroppens mittlinje. Exempel på adduktion är när man för ihop benen eller armarna.